# القمادير
قرية القمادير هي إحدى القرى التابعة لمركز سمالوط بمحافظة المنيا في جمهورية مصر العربية. حسب إحصاءات سنة 2006، بلغ إجمالي السكان في القمادير 5749 نسمة، منهم 3053 رجلا و2696 امرأة.